# منازل بردان (جبلة)

تعديل مصدري - تعديل

منازل بردان هي إحدى قرى عزلة المكتب بمديرية جبلة التابعة لمحافظة إب، بلغ تعداد سكانها 1691 نسمة حسب تعداد اليمن لعام 2004.